# Tradimento di Giuda (Giotto)
Il Tradimento di Giuda è un affresco (150x140 cm) di Giotto, databile al 1306 circa e facente parte del ciclo della Cappella degli Scrovegni a Padova. È compresa nelle Storie di Gesù e si trova del registro centrale superiore dell'arcone prima dell'altare.

## Descrizione e stile
A lato del Tempio di Gerusalemme, simboleggiato da un protiro retto da colonnine marmoree, i sommi sacerdoti, tra i quali lo stesso Caifa, dopo aver assistito perplessi alla Cacciata dei mercanti dal Tempio da parte di Gesù, prendono accordi con Giuda Iscariota per essere aiutati a catturare il Cristo. L'apostolo traditore, ormai posseduto dal diavolo che lo bracca per le spalle, accetta il pagamento, raccogliendo il sacco coi soldi (Luca, 22, 3). 
Fortemente individuata è la fisionomia di Giuda, con lo sguardo attento e il profilo aguzzo, dotato di baffi e barbetta. Il mantello giallo faciliterà la sua individuazione nelle scene successive, come quella del Bacio di Giuda. Sebbene già posseduto dal demonio Giuda era raffigurato ancora con l'aureola: se ne vedono tracce nell'intonaco sciupato per l'umidità.
La scena risale al termine del ciclo, come la Visitazione sul lato opposto, quando venne ridimensionata la parete per modifiche strutturali alla zona absidale.